# GfK Entertainment
GfK Entertainment, oficjalnie GfK Entertainment GmbH – przedsiębiorstwo zajmujące się badaniem rynku mediów. Zajmuje się między innymi opracowywaniem i publikowaniem list przebojów książek, muzyki, filmów i gier komputerowych w Niemczech.

## Listy

### Muzyka
- 100 najlepszych singli
- 100 najlepszych albumów
- 50 najlepszych albumów dance
- 20 najlepszych albumów muzyki poważnej
- 30 najlepszych albumów jazzowych
- Najlepsze Kompilacje
- 20 najlepszych wydań DVD